# Madhabkunda
Madhabkunda (en bengalí: মাধবকুন্ড) es la cascada más grande del país asiático de Bangladés situada administrativamente en Barlekha thana (subdistrito) del distrito Moulvi Bazar parte a su vez de la División de Sylhet. La cascada es uno de los puntos turísticos más atractivos de Bangladés. Muchos turistas y fiestas con picnics llegan a Madhabkunda todos los días para su disfrute. La caída de gran cantidad de agua forma una catarata de 200 pies (61 metros) de altura. Grandes piedras y algunas de color negro con el verde de árboles frondosos unidos al sonido de la cascada llaman la atención en el lugar.